# Aeroport d'Essaouira-Mogador
L'aeroport d'Essaouira-Mogador (àrab مطار الصويرة موكادور) (codi IATA: ESU, codi OACI: GMMD) és un aeroport que es troba a 18 kilòmetres de la ciutat d'Essaouira, al Marroc, obert el 2014. És situat vora la comuna rural d'Oulad Yaich.

## Instal·lacions
L'aeroport es troba a una elevació de 384 peus (117 m) sobre el nivell mitjà del mar. Té una pista d'aterratge dissenyada 16/34 amb una superfície d'asfalt de 2,100 per 45 metres (6,890 × 148 ft).

## Aerolínies i destinacions
| Aerolínies       | Destinacions                                                           |
| ---------------- | ---------------------------------------------------------------------- |
| easyJet          | Aeroport de Londres-Luton                                              |
| Ryanair          | Aeroport de Madrid-Barajas, Aeroport de Marseille, Aeroport de Tangier |
| Transavia France | Aeroport de París-Orly                                                 |